# Dauletmourat Tajimouratov
Dauletmourat Mirzamourat uly Tajimouratov (en karakalpak : Тәжимуратов Дәулетмурат Мырзамурат улы), né le 27 mars 1979 à Noukous (Ouzbékistan), est un juriste, défenseur des droits de l'homme et journaliste karakalpak. 
Militant d'opposition, il est condamné à une lourde peine de prison par les autorités ouzbèkes en 2023, à l'issue d'un procès décrit par Human Rights Watch comme motivé politiquement. Il est considéré comme un prisonnier d'opinion.

## Biographie

### Jeunesse, activités professionnelles et militantes
Dauletmourat Tajimouratov naît le 27 mars 1979 à Noukous, en Ouzbékistan. 
Il travaille comme journaliste dans un journal en karakalpak, El Xizmetinde. Il participe à résoudre les problèmes des gens du Karakalpakstan, par exemple en les aidant à installer des systèmes de chauffage dans les villages ruraux. Il fournit des services de conseil juridique gratuits.
Les 1er et 2 juillet 2022, il organise d'importantes manifestations au Karakalpakstan, en opposition à la modification de la Constitution du pays qui fait barrage à l'autodétermination de la région. Les manifestations dégénèrent et sont violemment réprimées. Le gouvernement renonce finalement à cette disposition, mais le référendum est voté et autorise le président à rester plus longtemps au pouvoir. 

### Condamnation et emprisonnement
En janvier 2023, il est condamné par les autorités ouzbèkes à 16 ans de détention dans la colonie pénitentiaire de Navoï pour « avoir orchestré des émeutes de masse » et « tenté de prendre le pouvoir » après un procès que Human Rights Watch décrit comme motivé politiquement,. En novembre 2023, les Nations unies publient une déclaration appelant le gouvernement ouzbek à mettre fin à la persécution de Tajimouratov et d'autres défenseurs des droits des minorités.
En septembre 2023, après avoir visité la prison, l'avocat de Tajimouratov, Sergueï Mayorov, déclare que le journaliste est maintenu en isolement en prison, enfermé dans une pièce sombre sans accès à la lumière du jour. L'administration de la colonie lui interdit de faire du sport, de travailler, de lire et d'écrire. Il n'a pas accès à des soins de santé adéquats et à de la nourriture en quantité et qualité suffisante. Mayorov fournit une lettre que Tajimouratov a écrite au médiateur d'Ouzbékistan, Ferouza Echmatova, dans laquelle il compare les conditions de détention à celles du khanat de Khiva. 
Le 28 novembre, après avoir visité la prison, Mayorov déclare :  

« Dauletmourat n'est pas autorisé à envoyer des lettres de la colonie, il ne reçoit pas de lettres qui lui sont adressées personnellement. L'administration de la colonie crée une atmosphère oppressante dans cette institution. Autrement dit, ils créent des difficultés artificielles supplémentaires afin de détruire l'esprit de cette personne honnête et éprise de liberté - la voix des intérêts du peuple de Karakalpakstan. Je mentionnerai d'autres moyens d'humiliation et d'insultes appliqués par l'administration de la colonie de Navoï. Par exemple, lorsque de la nourriture est apportée à Dauletmourat, il est obligé d'exprimer sa gratitude à l'administration de la colonie. Après cela, après avoir remercié, il doit chanter l'hymne de l'Ouzbékistan »

En juillet 2024, Vitaliy Ponomarev, expert de l'organisation de défense des droits humains Memorial, affirme que Dauletmourat Tajimouratov est victime de violences physiques de la part des officiers de la colonie de Navoyi. Celui-ci déclare également que l'administration de la colonie ne lui permet pas d'envoyer et de recevoir des lettres de et vers son avocat et sa famille,,. 